# Havetulipan
Have-Tulipan (Tulipa gesneriana) er betegnelsen for resultaterne af en lang række af krydsninger og udvælgelsesarbejder inden for slægten Tulipan. Tulipanen var ukendt i Vesteuropa, indtil den blev indført i det 16. århundrede. Hele planten er giftig. 

## Beskrivelse
Tulipan opnår (afhængigt af art og sort) en højde på mellem 10 og 70 cm. På den enlige stængel er der kun har nogle få helrandede og elliptiske blade, som sidder ved jorden. For enden af stænglen sidder én eller nogle få, sekstallige blomster, som er udfoldet mellem maj og juni. 

## Hjemsted
Hele slægten hører hjemme i et bælte, der strækker sig fra Sydøsteuropa over Mellemøsten til Centralasien. Der findes undtagelser (se f.eks. Vild Tulipan), men ellers er Tulipan en udpræget steppeplante, som er tilpasset stor fugtighed i blomstringstiden, varme og tørke i sommertiden, fugtige forhold om efteråret og stærk kulde gennem vinterperioden. De allerfleste arter stammer fra egne med en porøs, mineralrig jord, og de vokser i selskab med f.eks. græsser, andre løgvækster og forårsblomstrende stauder.

## Formering
Tulipaner har brug for op til seks års vækst fra frøspiring til den første blomstring. Derfor bruges det meget sjældent at så tulipaner ud (selv om det i høj grad er muligt med mange af de vilde arter). I stedet bliver planterne formeret ved fraskillelse af datterløg.

## Historie
Tulipanen hører til de allermest elskede prydplanter, og de er også blandt de ældste i Vesteuropa. De kom hertil fra Tyrkiet, hvor tulipanen også er nationalblomst i dag, da hollænderen Charles de l'Ecluse i 1593 fik foræret nogle løg fra Konstantinopel. Han satte dem ved Leiden, og allerede året efter så man blomsterne for første gang. De l'Ecluse selv ønskede af videnskabelige grunde at forbyde handel med tulipanløg, men planten blev hurtigt mode og blev udbredt i hoffernes parker over alt i Europa.
Selv i dag regnes tulipaner for at være hollændernes kendetegn – og ikke helt med urette: over 80% af al handel med tulipanløg sker via hollandske firmaer.

## Sorter
Ligesom hos roser og Clematis deler man tulipaner op i grupper. De har hver deres karakteristika, og de vigtigste af dem omtales her:
- Blandt de havetulipaner, vi kender bedst, er Darwin-hybriderne. De er høje, op til 70 cm, enkle, ofte gule eller røde.

- Papegøjetulipaner har indskårne, ofte forvredne, blosterblade, og de har også ofte en dekorativ grøn plet eller stribe langs med kronbladene – deraf navnet. Papegøjetulipaner er resultatet af et bevidst opformeringsarbejde ud fra en sport (dvs. en mutation) af ganske almindelige tulipaner.

- Papegøjetulipaner kan let forveksles med gruppen Frynsede tulipaner. De frynsede tulipaner har dog en helt anden slags skønhed. De har glatte blosterblade, der hver ender i en frynse, som – i modsætning til papegøjetulipanerne – oftest har samme farve som resten af blomsten.

- Også viridiflora-tulipanerne er en gammel gruppe, der kan genkendes på illustrationer helt tilbage fra 1600-tallet. De har, som navnet antyder, en grøn stribe op langs med kronbladene.

- Gruppen Enkelt Sen har været kendt siden 1620. Det er en ret smal tulipan med røde flammer og striber, og man kan simpelthen se et renæssance-maleri for sig, når man ser den. Sortsudvalget omfatter både tulipaner, der er almindelige i formen og nogle, der med deres liljeformede blomster og smalle linjer minder om de oprindelige, østerlandske tulipaner, – noget der også findes i de langt mere moderne, liljeblomstrede tulipaner.

- De liljeblomstrede tulipaner er skabt i det 20. århundrede. Det er som regel ret høje planter, op til 60 cm, som i begyndelsen har slanke og krukkeformede blomster. Når de folder sig ud, forvandler deres slanke, bagudbøjede kronblade sig nemlig til de fineste, liljeblomst-agtige stjerner.

- Fra det 20. århundrede kommer også gruppen Dobbelt Sen. Det er de meget fyldte, dobbelte, kuglerunde tulipaner, der somme tider fås hos blomsterhandlerne om foråret.

- Også de Dobbelt Tidlige hører til dem, man ofte ser hos blomsterhandleren. Det er lave tulipaner, typisk 30 cm høje, og knap så fyldte og runde som Dobbelt Sen-tulipanerne. Det er dejlige tulipaner, og f.eks. vil en af de hvide sorter stå fint til forårets spæde grønne farver.

- De tre grupper: Kaufmannia, Fosteriana og Greigii kaldes for botaniske tulipaner, fordi de har mange af de vilde tulipaners kendetegn. De er alle meget lave og har smalle røde og gule blomster. En hel dem af dem har desuden spættede blade. De blomstrer meget tidligt, og løgene er holdbare under danske klimaforhold, sådan at de virker ligesom stauder.

| Portal | Portal:Botanik |